# 図形譜
図形譜（ずけいふ）とは、五線譜ではなく、自由な図形などを用い書かれた楽譜。 現代音楽の作曲現場でしばしば使われる。図形楽譜とも呼ばれる。

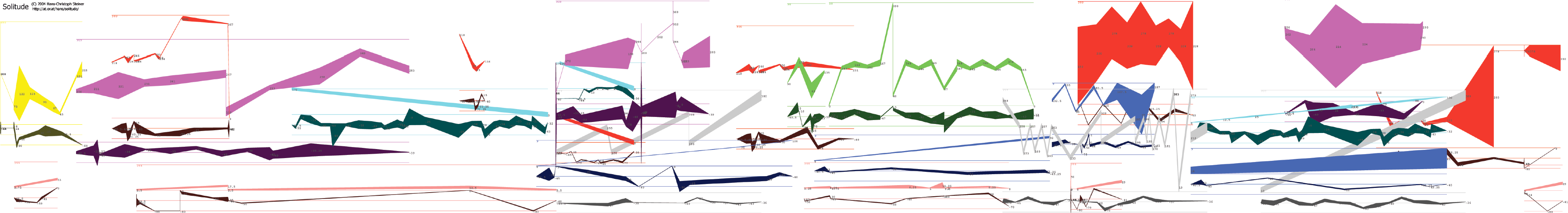
図形譜の例　Hans-Christoph Steiner's

## 概要
五線譜では表現しきれない新しい音楽を創造する手段として、あるいは既成の概念を打ち壊す作業の一環として現代音楽作曲家が競って図形譜による作曲を試みた。ジョン・ケージなどによる偶然性が関与する「不確定性の音楽」あるいは、伝統的な西洋音楽の価値観を覆す偶然性を音楽に用いる手段ともされた。
図形や、文字、絵画なども使用され、時には旧来の音符や五線譜も使われる。線が複雑に交錯したり、時には時間の経過も左から右と限ったわけでなく、あるいは天地左右もなく自由自在に書かれる。
このため、演奏家の解釈により二度と同じ音楽にはならない場合が多く、即興性が高くなる。また楽器の使用も指定されないものもある。

## 図形譜を用い作曲した作曲家
- エイトル・ヴィラ＝ロボス（1887年 - 1959年）
- エルヴィン・シュルホフ（1894年 - 1942年）
- ニコス・スカルコッタス（1904年 - 1949年）
- ジョン・ケージ（1912年 - 1992年）
- ヤニス・クセナキス（1922年- 2001年）
- リゲティ・ジェルジュ（1923年- 2006年）
- ヤニ・フリストウ （1926年- 1970年）
- モートン・フェルドマン（1926年- 1987年）
- カールハインツ・シュトックハウゼン（1928年8月22日 - 2007年12月5日）
- 湯浅譲二（1929年8月12日 - ）
- ディーター・シュネーベル（1930年 - 2018年）
- シルヴァーノ・ブッソッティ（1931年－）
- 武満徹（1930年 - 1996年）『ピアニストのためのコロナ』（1962年）
- 一柳慧（1933年2月4日 - 2022年10月7日）
- オノ・ヨーコ（1933年 -　）
- クリスチャン・ウォルフ（1934年 -　）[1]
- ヘルムート・フリードリヒ・ラッヘンマン（1935年11月27日 - ）
- イアンク・ドゥミトレスク（1944年 - ）